# Miguel Castillo (Fußballspieler, 1972)
Miguel Ángel Castillo Sanhueza (* 25. August 1972 in Santiago de Chile) ist ein ehemaliger chilenischer Fußballspieler. Der Mittelfeldspieler absolvierte ein Länderspiel für die Nationalmannschaft.

## Karriere

### Verein
Miguel Castillo kam aus der Jugend von CD Palestino und schaffte dort 1991 den Sprung in die Profimannschaft. Außer bei einer Leihe 1996 zu Deportes Colchagua blieb der Mittelfeldspieler dem Verein bis 1999 treu. In seinem weiteren Karriereverlauf spielte er für weitere chilenischer Vereine. Auslandserfahrung sammelte Castillo bei seinen Stationen beim Club León in Mexiko 2000 und beim Club Jorge Wilstermann in Bolivien 2006. Seine Karriere beendete er 2007 bei San Luis de Quillota. Von 2015 bis 2017 war er Trainer bei San Bernardo Unido in der Tercera B, der fünften Liga Chiles.

### Nationalmannschaft
Miguel Castillo absolvierte für La Roja im August 2001 unter Pedro García ein Länderspiel. Beim 2:2-Unentschieden im Qualifikationsspiel zur Weltmeisterschaft 2002 gegen Bolivien wurde der Mittelfeldspieler in der 71. Spielminute für Claudio Núñez eingewechselt.

## Sonstiges
Im Dezember 2012 nahm er an Freundschaftsspielen teil, um Spenden für lokale Schulen in Quillota zu sammeln.